# 孔祥瑛
孔祥瑛（1915年11月9日—2001年1月11日），孔子第七十五代孙女，祖籍山东滕县，曾任清华附中校长。
三十年代就读于天津南开女中时与同学创办《嘤鸣》刊物。 1934年，孔祥瑛考取清华大学文学院，并担任清华大学校刊《清华周刊》文艺部编辑。 1939年8月1日，孔祥瑛取得清华大学文学学士后与钱伟长结为伉俪。
2001年逝世。